# 硕鳄属
硕鳄（学名：Pachysuchus）是种存疑的基干蜥脚形亚目恐龙，生存于早侏罗世的中国。
已知化石包括一块保存较差的不完整吻突，发现于云南下禄丰统，由中国古生物学家杨锺健于1951年描述。模式种是不完整硕鳄（Pachysuchus imperfectus）。属名可译为“厚的鳄鱼”，种名在拉丁语中意为“不完整的”。杨锺健将吻突鉴定为属于植龙目，这是一群形如鳄鱼的长吻镶嵌踝类。植龙目在三叠纪相当常见，但迄今未发现任何生存于侏罗纪的物种，一般认为该类群在三叠纪-侏罗纪灭绝事件中便已消失。杨锺健描述的那块吻突后来遗失，该属的原始描述亦备受质疑。此标本保存不佳且出土于侏罗纪地层，令人怀疑硕鳄是否属于植龙目。2012年，保罗·巴雷特和徐星重新寻获不完整硕鳄正模标本IVPP V 40，并发现其实际上属于分类不明的基干蜥脚形亚目。两人指出，硕鳄正模标本不具备任何独特特征或独特特征组合，虽有别于其它中国早侏罗世蜥脚形亚目的吻突，但不排除这些差异是由保存不善所致，使其成为一个疑名。